# Моравица (област Враца)
 За другото българско село вижте Моравица (Област Търговище).  
Вижте пояснителната страница за други значения на Моравица.
Мора̀вица (към 1 януари 1881 г. – Муравица) е село в Северозападна България, община Мездра, област Враца.

## География
Село Моравица се намира на около 10 km югоизточно от областния център Враца и около 4 km западно от общинския център Мездра. Разположено е по североизточната периферия на Врачанска планина, откъм десния (южния) бряг на Крушовската (Моравешката) река, вливаща се като десен приток в Крапешката река, която пък е ляв приток на река Искър. Климатът е умереноконтинентален, почвите в землището са преобладаващо хумусно-карбонатни и алувиални. Надморската височина в центъра на селото при църквата е около 270 m, в югозападния му край нараства до около 300 – 330 m, а в северния към реката намалява до около 240 – 250 m.
Моравица е железопътна спирка на минаващата северно от селото отвъд реката железопътна линия Мездра – Видин. Южно покрай железопътната линия минава първокласният републикански път I-1 (част от Европейски път Е79), с който селото има връзка.
Землището на село Моравица граничи със землищата на: село Боденец на север и североизток; град Мездра на изток; село Крета на югоизток; село Ребърково на юг; село Лютиброд на югозапад; село Челопек на югозапад; село Руска Бела на запад и северозапад.
Населението на село Моравица, наброявало 1137 души при преброяването към 1934 г. и 1225 към 1965 г., намалява до 582 (по текущата демографска статистика за населението) към 2020 г.
При преброяването на населението към 1 февруари 2011 г., от обща численост 725 лица, за 578 лица е посочена принадлежност към „българска“ етническа група, за 23 – към ромска и за останалите не е даден отговор.

## История
На около 2 km южно от Моравица има могилен некропол от около 5 век пр.н.е. В района на селото минава стар римски път, личат основи на крепост, намерена е колективна находка от римски сребърни монети.
Сведения за селото под името Муравиче има в османски документи от 1430 и 1605 г.
Начално училище е основано в село Моравица, Врачанско през 1882 г. (по други сведения – през 1878 г.). През 1925 г. в Моравица съществува основно училище с 4 отделения и 3 прогимназиални класа. През 1935 г. прогимназиалните класове се преместват в село Руска Бела.
Църквата „Свети Николай" е построена през 1912 г.
Читалище „Светлина" е основано през 1922 г.

## Население
Преброяване на населението през 2011 г.
Численост и дял на етническите групи според преброяването на населението през 2011 г.:
|                     | Численост | Дял (в %) |
| Общо                | 725       | 100,00    |
| Българи             | 578       | 79,72     |
| Турци               | 0         | 0,00      |
| Цигани              | 23        | 3,17      |
| Други               | 0         | 0,00      |
| Не се самоопределят | 0         | 0,00      |
| Неотговорили        | 121       | 16,68     |

## Обществени институции
Село Моравица към 2022 г. е център на кметство Моравица.
В село Моравица към 2022 г. има:
- действащо читалище „Светлина 1926 – Моравица“;[12][13]
- действащо общинско основно училище „Васил Кънчов“;[14]
- православна църква „Свети Николай“;
- детска градина;[15]
- пощенска станция.[16]

## Природни и културни забележителности
В село Моравица има паметник на загиналите във войните (1912 – 1918 г.).
В местността „Каменица" край селото се намират красивите скални образувания „Килиите“.